# Richmond, Ohio
Richmond är en ort i Jefferson County i delstaten Ohio, USA.